# Estación de Ciutadella-Vila Olímpica
Ciutadella | Vila Olímpica es una estación de la línea 4 del Metro de Barcelona y de la línea T5 y T6 de tranvía situada entre el parque de la Ciudadela y la Villa Olímpica de Barcelona.
La estación da servicio al barrio de la Villa Olímpica (es la única estación de metro y tranvía en este barrio), incluyendo sus playas y el Puerto Olímpico. Da también acceso al parque de la Ciudadela, especialmente al zoológico (cuya entrada se encuentra frente a la parada del Trambesòs) y al cercano campus de la Universidad Pompeu Fabra (UPF).

## Historia

### Estación de metro
Las obras para la llegada del metro a la actual estación de Ciutadella | Vila Olímpica estuvieron marcadas por los retrasos, especialmente después que en noviembre de 1973, durante la construcción de la estación de Barceloneta, una explosión subterránea destruyó gran parte de las galerías de connexión entre ambas, lo que obligó a paralizar temporalmente las obras.
Finalmente, la estación de metro se inauguró el 7 de octubre de 1977, con la prolongación de la Línea IV de Barceloneta a Selva de Mar. Aunque en el proyecto inicial fue bautizada como Zoo, finalmente abrió sus puertas con el nombre de Ribera, por ubicarse en el barrio homónimo. Conservó esa denominación hasta que en 1982 se cambió por Ciutadella, al tiempo que la Línea IV adoptó la numeración arábiga y pasó a llamarse Línea 4. 
El 29 de julio de 1991 la estación fue cerrada para su remodelación, de cara a los Juegos Olímpicos de Barcelona. Se cambió la ubicación del acceso, se renovó la decoración y se instaló una losa superior de hormigón, sobre la que descansan vías muertas de la Estación de Francia. Se reabrió al público el 10 de abril de 1992 con la denominación actual Ciutadella | Vila Olímpica por su proximidad al nuevo barrio de la Villa Olímpica de Barcelona, aunque se inauguró oficialmente el 23 de abril de ese año, coincidiendo con la Diada de San Jorge.

### Estación del Tram

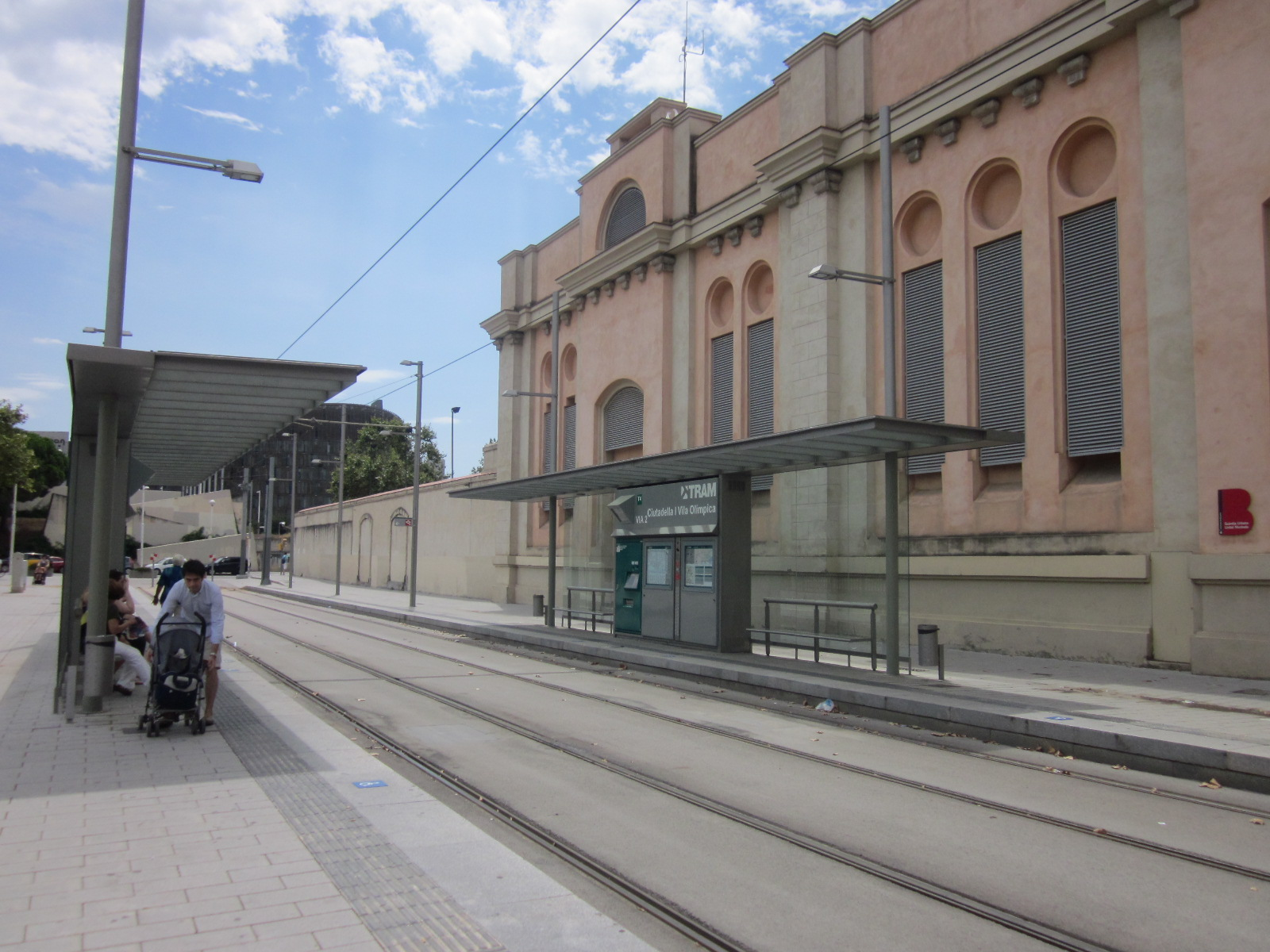
Estación del Trambesòs de Ciutadella | Vila Olímpica, terminal de la T4.

La estación del Trambesòs se inauguró el 14 de julio de 2004, con la prolongación de la T4 desde Glòries hasta esta terminal.

## Líneas y conexiones
| << cabecera   | < estación  | línea                  | estación >        | cabecera >> |
| ------------- | ----------- | ---------------------- | ----------------- | ----------- |
| Metro         |             |                        |                   |             |
| Trinitat Nova | Barceloneta |                        | Bogatell          | La Pau      |
| Trambesòs     |             |                        |                   |             |
| terminal      | terminal    |                        | Wellington \| UPF | Gorg        |
| terminal      | terminal    | Estación de San Adrián | Wellington \| UPF |             |

## Enlaces
- Wikimedia Commons alberga una categoría multimedia sobre Estación de Ciutadella-Vila Olímpica (Trambesòs).
- Wikimedia Commons alberga una categoría multimedia sobre Estación de Ciutadella-Vila Olímpica (Metro).
- Página oficial del TMB

- Datos: Q1094407
- Multimedia: Ciutadella-Vila Olímpica metrostation / Q1094407